# أحمد أسامة
أحمد أسامة هو لاعب كرة سلة مصري. يلعب لنادي الزمالك المصري.هو شقيق الاعب أنس أسامة محمود.

## المسيرة الإحترفية
يعتبر أحمد أسامة من اللاعيبة المشاركة مع نادي الزمالك في كأس القارات لكرة السلة 2022. إنضم أحمد أسامة لنادي الزمالك في عام 2021، حيث كان يلعب في أحد الجامعات في الولايات المتحدة.